# Don S. Williams
Donald William Schlit noto come Don S. Williams (Edmonton, 11 febbraio 1938 – 28 ottobre 2018) è stato un produttore cinematografico, regista e attore canadese.

## Biografia
Nacque ad Edmonton nella provincia di Alberta in Canada nel febbraio del 1938 e crebbe nella piccola comunità di Stony Plain a ovest di Edmonton. 
Nel 1955 frequentò la Memorial High School e fin dall'età di 12 anni cominciò ad interessarsi fortemente all'industria cinematografica.
Williams iniziò la sua carriera nel 1957, all'età di 19 anni, dopo il trasferimento a Lloydminster, città di confine tra Alberta e Saskatchewan. 
Iniziò a lavorare presso la nuova stazione radio CKSA. Nel 1958 accettò un contratto di un anno presso la stazione radio CKRM di Regina. Dopo il lavoro radiofonico, William partì per Brandon in Manitoba, dove lavorò sia come unico produttore che direttore presso la stazione CKX-TV locale e direttore artistico per il Brandon New World Theatre. Continuò in questi ruoli per i successivi quattro anni.
Nel 1963 Williams ottenne un lavoro come produttore e direttore del personale presso la stazione CBC (CBWT) a Winnipeg.
Una delle sue prime opportunità lavorative come libero professionista fu quella di lavorare come regista del terzo e del quinto episodio dell'allora nuova serie della CBC, L'allegra banda di Nick, uno spettacolo che sarebbe diventato la serie più longeva nella storia della televisione canadese.
Dal momento che gran parte del suo lavoro freelance gli permise di viaggiare sempre di più a Vancouver (in gran parte a causa del suo crescente coinvolgimento con L'allegra banda di Nick), nel 1979 Williams decise di trasferire la sua famiglia proprio a Vancouver. Negli anni successivi Don continuò ad essere coinvolto con L'allegra banda di Nick nelle vesti di regista, produttore esecutivo e inoltre fu coinvolto in progetti che lo hanno visto dirigere altre persone importanti dell'industria dell'intrattenimento quando erano nelle prime fasi della loro carriera, come Cameron Bancroft, Dan George, Michael J. Fox e Bruce Greenwood (in L'allegra banda di Nick e in 21 episodi di una miniserie comica live-to-tape del 1979 chiamata Dr. Bundolo). Ha anche lavorato come direttore della compagnia Royal Winnipeg Ballet.
Nel 1991 Williams decise di concentrarsi maggiormente sulla recitazione. Dopo essere apparso come guest star in spettacoli come Oltre la legge - L'informatore, Mom PI, The Commish e Neon Rider, nel 1995 ottenne il ruolo per il quale sarebbe stato riconosciuto a livello mondiale, apparendo nel ruolo ricorrente del Primo Anziano nella fortunata serie tv della Fox, X-Files. Apparì regolarmente in quel ruolo fino al 1999, inclusa un'apparizione nel film X-Files - Il film. È anche apparso nei film The Stepfather e Reindeer Games.
Dal 1968 al 1978 Williams lavorò anche come capo negoziatore per accordi di contrattazione collettiva per la CTPDA (Canadian Television Producers and Directors Association), un'associazione di cui è stato uno dei fondatori. Durante la sua permanenza lì, divenne noto come un "moderato delirante".